# Сухопутні війська Уругваю
Національні сухопутні війська Уругваю (ісп. Ejército Nacional de Uruguay) є частиною Збройних Сил, чисельністю 14000 особового складу. Уругвайська армія має територіальний принцип формування, створену при участі французьких радників невдовзі після Першої світової війни. Частини розташовані по всій території країни і в більшості випадків мають кадрований склад.
Основою Сухопутних військ є 4 територіальні дивізії, назви яких збігаються з назвами військових округів. В складі дивізій в сумі є 3 кавалерійські та 4 піхотні бригади, а також дивізійні частини: артилерійська група, інженерний батальйон, частини забезпечення.
2003 року Уругвай мав понад 2 500 солдатів і 12 мирних місій Організації Об'єднаних Націй. Найбільш великі військові місії знаходяться в Демократичній Республіці Конго та на Гаїті. На півострові Синай знаходяться 85 військових.

## Історія
У 1810 році почалася боротьба за незалежність від Іспанії. Хоча певний час здавалося стабільним, дрібні конфлікти тривали, і в 1816 році португальська армія вторглася з Бразилії. У 1825 році спалахнула Аргентино-бразильська війна, і в 1828 році вона здобула незалежність. У 1839 році спалахнула війна, яка кинула країну в хаос. 
У так званій Війні Потрійного Альянсу (1865—1870) Аргентина, Бразилія і Уругвай виступили проти Парагвая, який намагався створити «Великий Парагвай» та утвердити свій вплив зокрема і в Уругваї. Хоча союзники виграли війну, обидві сторони понесли важкі втрати.
В Уругваї запеклі зіткнення між «Бланко» і «Колорадо» продовжувалися до 1872 року, поки, нарешті, вони не прийшли до угоди про розмежування сфер впливу.
Громадянська війна тривала після Великої війни, але країна стабілізувалася в 20 столітті . Після 1971 року у містах почалися озброєні виступи підпільної групи студентів, що прийняла назву «Тупамарос» (на ім'я Тупака Амару II, що очолив в Перу індіанське повстання проти іспанців в 1780—1783 роках). Тупамарос радикалізувалося, і для відновлення громадського порядку була введена армія. Державний переворот 1973 року ще більше зміцнив армію, яка взяла під контроль політику та розгромила Тупамарос. Військовий уряд закінчився в 1985 році, коли його було передано цивільному правлінню.

### Миротворчі місії
2003 року Уругвай мав понад 2 500 солдатів і 12 мирних місій Організації Об'єднаних Націй. Найбільш великі військові місії знаходяться в Демократичній Республіці Конго та на Гаїті. На півострові Синай знаходяться 85 військових.

## Структура
Основою Сухопутних військ є 4 територіальні дивізії, назви яких збігаються з назвами військових округів. В складі дивізій в сумі є 3 кавалерійські та 4 піхотні бригади, а також дивізійні частини: артилерійська група, інженерний батальйон, частини забезпечення.

### Територіальні дивізії
- 1 дивізія "Столиця":

Штаб дивізії - Монтевідео. Він має юрисдикцію над провінціями Монтевідео та Канелонес .
- 1-ша артилерійська група
- 5-та артилерійська група
- 5-та піхотна бригада (резерв)

1-й піхотний батальйон
2-й піхотний батальйон
3-й піхотний батальйон
- 1-ша бригада зв'язку (резерв)
  - 1-й батальйон зв'язку
  - 2-й батальйон зв'язку
- 3-тя кавалерійська бригада
  - 1-й кавалерійський полк (резервний)
  - 4-й кавалерійський полк
  - 9-й кавалерійський полк
- 14-й піхотний батальйон Канелонес
- 6-й кавалерійський полк у Канелонесі
- 1-а повітряна артилерійська група Канелонес
- 2-й дивізія «Захід»:

Штаб дивізії - Сан-Хосе. Він має юрисдикцію над департаментами Дуласно , Флорес , Флорида , Сан-Хосе , Колонія та Соріано .
- 2-га артилерійська група у Флоресі
- 2-й інженерний батальйон Флорида
- 2-га піхотна бригада Колонія
  - 4-й піхотний батальйон Колонія
  - 5-й піхотний батальйон Соріано
- 2-й кавалерійський полк у повіті Дуражно
- окрема рота в провінції Дуразно
- 3-й дивізія «Північ»:

Штаб дивізії - Такуаренбо. Він має юрисдикцію над провінціями Такуарембур , Рібера , Ріо-Негро , Пайсанду , Сальто та Артіхас .
- 3-тя артилерійська група в Такуаренборзі
- 3-й інженерний батальйон у Такуаренборзі
- 1-ша кавалерійська бригада в Рібері
  - 3-й кавалерійський полк у Рібері
  - 5-й кавалерійський полк у Такуаренборзі
- 10-й кавалерійський полк в Артіхасі

окремі підрозділи у Ribera
- Група ескадрильї Bela Union в Артіхасі
- 3-тя піхотна бригада в Сальто
  - 7-й піхотний батальйон у Сальто
  - 8-й піхотний батальйон, Пайсанду
  - 9-й піхотний батальйон Ріо-Негро
- 4-й дивізія «Схід»:

Штаб дивізії - Равальєха. Він має юрисдикцію над провінціями Лаваллеха , Мальдонадо , Роча , Траінта-і-Торрес і Серро-Ларго .
- 4-та артилерійська група в провінції Лаваллеха
- 4-й інженерний батальйон у Мальдонадо
- 4-та піхотна бригада, провінція Лаваллеха
  - 10-й піхотний батальйон у Трейнта-і-Торрес
  - 11-й піхотний батальйон провінції Лаваллеха
  - 12-й піхотний батальйон у повіті Роча
- 2-га кавалерійська бригада в Серро Ларго
  - 7-й кавалерійський полк
  - 8-й кавалерійський полк
- окремі підрозділи у Санта-Клара де Орімар

### Резервні з'єднання
Армійська резервна дивізія (Unidades y Grandes Unidades de la Reserva de Ejército)
- 5-а піхотна бригада
- 1-а інженерна бригада
- 1 бригада зв'язку
- 1-й кавалерійський полк
- армійський артилерійський корпус

### Окремі частини
- 14-й парашутно-піхотний батальйон (Batalón de Infantería Paracaidista Nro 14)
- Антитерористичний підрозділ "Ескорпіон" (Unidad Antiterrorista "Escorpión")
- Загін командос «Генерал Артігас» (Commandos «Gral. Artigas»)
- 3 роти парашутистів (Companías Paracaidistas "Fantasmas")

## Техніка та озброєння
На озброєнні Сухопутних військ знаходяться:

### Бронетехніка

#### Танки
- Ti-67 15 ізраїльських модернізованих танків Т-55,
- M41 Walker Bulldog УР 64 шт легкий танк.
- M24 Chaffee 17 шт легкий танк,

#### Легка бронетехніка
- БМП-1 15 шт бойова машина піхоти,
- OT-64 SKOT 100 шт, бронетранспортер для перевезення військ, Чехословаччина — Польща,
- Condor UR-425 55 шт броньовані автомобілі для перевезення військ, Німеччина,
- EE-09 Cascavel 15 шт Автомобіль середнього розміру, Бразилія США,
- M113 24 шт броньовані транспортери для перевезення військ, США,
- EE-3 Jararaca 16 шт легкий броньований автомобіль, Бразилія,
- AVGP 148 шт броньовані автомобілі для перевезення військ (44 Cougars, пізніше придбано 98 Grizzly та 5 Huskie), Швейцарія-Канада,
- ГАЗ-3937 «Водник» 48 шт броньовик

### Стрілецька зброя

#### Пістолети
- Browning GP-35
- Glock 17
- Heckler & Koch P30
- Colt M1911A1

#### Пістолети-кулемети
- FMK-3
- Heckler & Koch MP5
- H&K UMP 45

#### Рушниці
- Remington 870

#### Штурмові гвинтівки
- FN FAL
- Steyr AUG
- Heckler & Koch G36
- АК-101

#### Кулемети
- FN MAG
- Rheinmetall MG3
- Browning М1919
- Браунінг М2

#### Снайперські гвинтівки
- HK MSG 90
- Accuracy International Arctic Warfare
- Barrett M82
- Peregrino FS50

### Артилерія

#### Самохідна артилерія
- RM-70 4 шт РСЗО,
- 2С1 «Гвоздика» 6 шт, самохідні артилерійська установка,
- M108 10 шт.

#### Гранатомети
- AGL 40мм
- HK Модель 69

#### Міномети
- ECIA Commando 60 мм
- L-65/81 81 мм
- L-65/120 120 мм

#### Протитанкова зброя
- RPG-7V1
- MILAN
- M40A1 - 106-мм безвідкотна гармата

#### Зенітна артилерія
- Bofors 40 мм
- M167 VADS
- HS.404

#### Гаубиця
- M114
- M101
- M102